# دوپنوایلر
دوپنوایلر (به آلمانی: Düppenweiler) یک منطقهٔ مسکونی در آلمان است که در بکینگن واقع شده‌است. دوپنوایلر ۳٬۳۰۰ نفر جمعیت دارد.